# Verspronckweg
De Verspronckweg is een straat in de Noord-Hollandse stad Haarlem. De straat is aangelegd in het eerste decennium van de 20e eeuw, te samen met de aanleg van de Kleverparkbuurt. De straat is vernoemd naar de Nederlandse kunstschilder Johannes Cornelisz. Verspronck en bevindt zich in de wijk Ter Kleefkwartier in Haarlem-Noord. De straat verbind het centrum met de Westelijke Randweg en loopt dan ook sinds 1965 vanaf de Verspronckbrug tot aan de Kleverlaan.

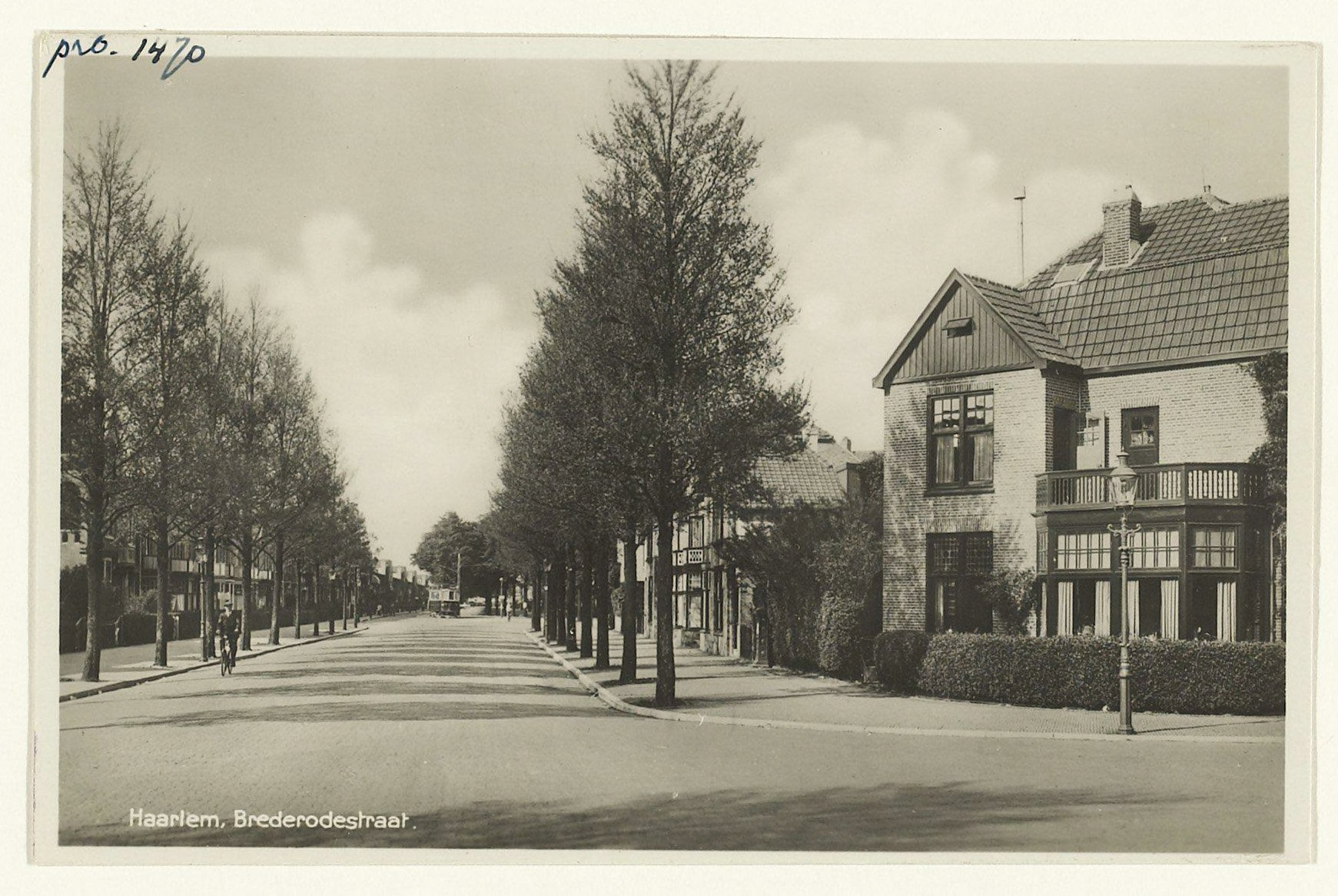
Brederodestraat, later de Verspronckweg met bomen aan weerskanten, anno 1915

Bij de aanleg van de Verspronckweg liep deze straat, tot aan de naamswijziging in 1965 slechts door tot de kruising met de Tetterodestraat. Vanaf daar heette de straat Brederodestraat en vanaf de huidige kruising met de Kleverparkweg liep de Kleverparkweg van origine door tot aan de Kleverlaan. Via de Kleverparkweg liep vanaf 1900 tot aan 1934 een tramlijn vanaf Station Haarlem naar de Korte Kleverlaan in Bloemendaal.
De Verspronckweg overlapt ten dele met de rijksweg 200 en sluit aan op de Korte Verspronckweg richting Overveen. Een opvallend gebouw aan de straat is Verspronckweg 150 een gemeentelijk monument en voormalig schoolgebouw van de ambachtsschool en MTS dat begin 21e eeuw is getransformeerd tot het appartementencomplex De Meester.